# Zagorica pri Dolskem
Zagorica pri Dolskem – wieś w Słowenii, w gminie Dol pri Ljubljani. W 2018 roku liczyła 104 mieszkańców.